# 蕨市消防本部
蕨市消防本部（わらびししょうぼうほんぶ）は、埼玉県蕨市の消防部局（消防本部）。管轄区域は蕨市全域。

## 概要
- 消防本部：蕨市錦町5-1-22
- 管内面積：5.10km2
- 職員定数：88人
- 消防署1カ所、分署1カ所
- 主力機械（2014年3月末現在）
  - 水槽付消防ポンプ自動車：4
  - はしご付消防自動車：1
  - 屈折はしご付消防自動車：1
  - 高規格救急自動車：3
  - 救助工作車：1
  - 指令車：2
  - 査察車：1
  - その他：3

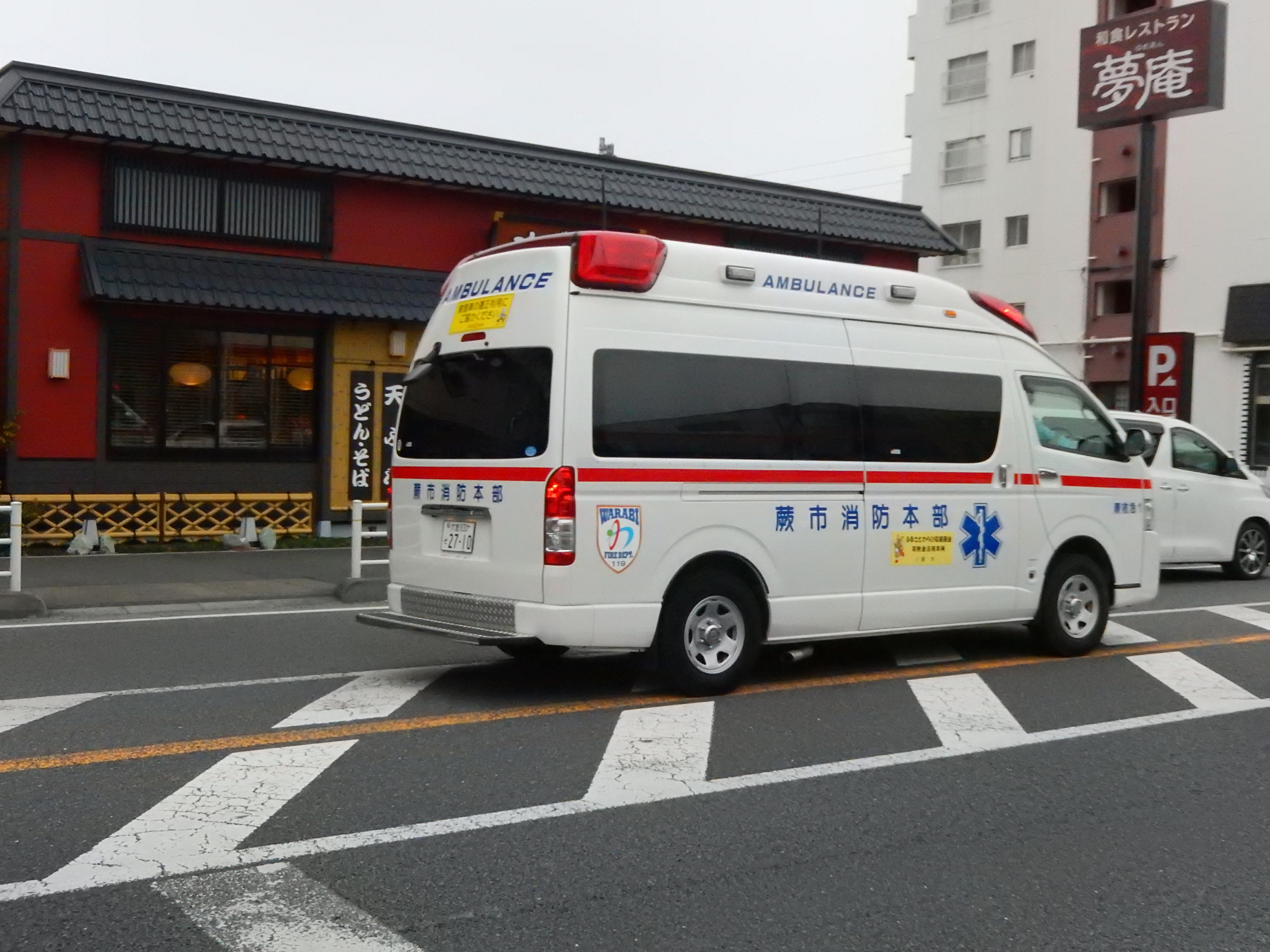
救急出場中の蕨市消防本部 救急隊

## 沿革

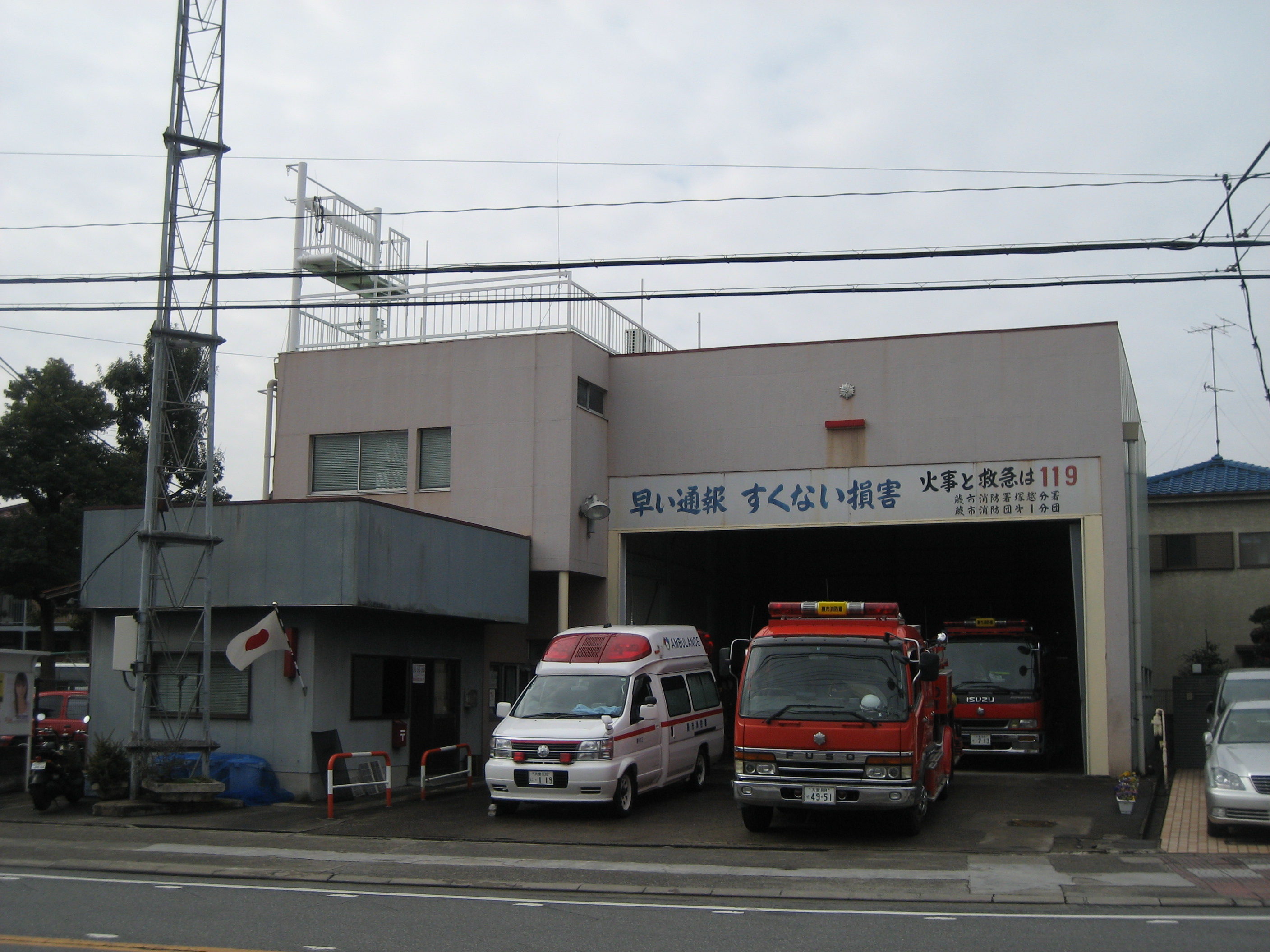
塚越分署（旧庁舎）

- 1959年4月7日　蕨市消防本部及び蕨市消防署を開設する。
- 1965年8月10日　消防新庁舎が落成する。
- 1975年6月27日　塚越分署庁舎が落成する。
- 1983年3月18日　はしご付消防自動車を配備する。
- 1985年10月22日　化学消防自動車を配備する。
- 1996年2月15日　救助工作車を配備する。
- 1996年11月15日　高規格救急自動車を配備する。
- 2019年5月15日　塚越分署の建て替えに伴い、仮庁舎を塚越5丁目1番 （蕨市民公園管理棟2階）に設置する。
- 2020年7月　塚越分署の新庁舎が竣工する。
- 2020年8月23日　塚越分署新庁舎の開署式を行う。

## 組織
- 本部－総務課、警防課、予防課
- 消防署

## 消防署
| 名称       | 消防署建物 | 所在地     | 分署 | 分署     | 所在地          |
| 名称       | 消防署建物 | 所在地     | 名称 | 分署建物 | 所在地          |
| ---------- | ---------- | ---------- | ---- | -------- | --------------- |
| 蕨市消防署 |            | 錦町5-1-22 | 塚越 |          | 塚越4丁目1番6号 |